# 艾維懷爾德 (科羅拉多州)
艾維懷爾德（英語：Ivywild）是位於美國科羅拉多州艾爾帕索縣的一個非建制地區。該地的面積和人口皆未知。

## 地理
艾維懷爾德的座標為38°48′38″N 104°50′07″W / 38.81056°N 104.83528°W，而該地的平均海拔高度為1833米（即6014英尺）。